# برامج مزعجة
برامج مزعجة (بالإنجليزية: Nagware أو begware أو annoyware)‏ هي برامج تجريبية في الكثير من الأحيان. و لكن في المدة التي تسمح لك بها بتجريب البرنامج تقوم بإزعاجك بالرسائل و فتح بعض النوافذ على المتصفح و غير ذلك من المضايقات لتذكر المستخدم أنه يستخدم برنامج لم يسجل بعد .